# Bankausweis
Ein Bankausweis, auch Notenbankausweis genannt, ist eine regelmäßig zu veröffentlichende Übersicht einer Zentralbank über ihre Bilanz, um die Geldmarkt- sowie die Währungsmarktlage beurteilen zu können.
Die Deutsche Bundesbank brachte wöchentlich einen Bankausweis heraus, in dem wesentliche Positionen der Devisen- und Goldbestände, das Wechselportefeuille sowie Kredite an öffentliche Stellen, den Bund und internationale Kreditnehmer aufgeführt waren. Seit 1999 bringt die Europäische Zentralbank wöchentlich dienstags das consolidated weekly financial statement of the Eurosystem (Konsolidierter Ausweis des Eurosystems) heraus.
Eine weitere Bank, die wöchentlich einen Bankausweis veröffentlicht, ist die Bank of England.